# 赫鲁兹凯 (扎波罗热州)
47°18′35″N 36°43′34″E / 47.30972°N 36.72611°E
赫魯兹凯（烏克蘭語：Грузьке）是位於烏克蘭東南部的村莊，由扎波羅熱州波洛希區的卡姆揚卡市鎮負責管轄。該村面積0.43平方公里，海拔高度180米，2001年人口69，人口密度每平方公里160.5人。